# Бащата (филм, 2019)
„Бащата“ е български игрален филм от 2019 година на режисьорите Кристина Грозева и Петър Вълчанов.
Филмът печели наградата Кристален глобус на кинофестивала Карлови Вари.
На 6 ноември 2020 година е избран да бъде българското предложение за чуждоезичен филм на наградите Оскар.

## Сюжет
Внимание:  Текстът по-долу разкрива сюжета на произведението (или части от него)!
Павел (Иван Бърнев) пристига късно за погребението на майка си. Посещавайки баща си Васил (Иван Савов), се сблъсква с много нелепи ситуации, продиктувани от тежкия стрес, който преживява баща му. Същевременно Павел се оплита все повече в лъжите, които съобщава на приятелката си Калина (Маргита Гошева).

## В ролите
- Иван Бърнев – Павел
- Иван Савов – Васил
- Таня Шахова – Любка
- Христофор Недков – доктор
- Маргита Гошева – Калина
- Мария Бакалова – Валентина

## Награди
- Награда за най-добър пълнометражен филм на фестивала „Златна роза“ (Варна, 2019)[3]
- най-добра мъжка роля на фестивала „Златна роза“ (Варна, 2019) - за Иван Бърнев и Иван Савов.
- Награда за най-добър сценарий на фестивала „Златна роза“ (Варна, 2019).